# Daugavgrīva

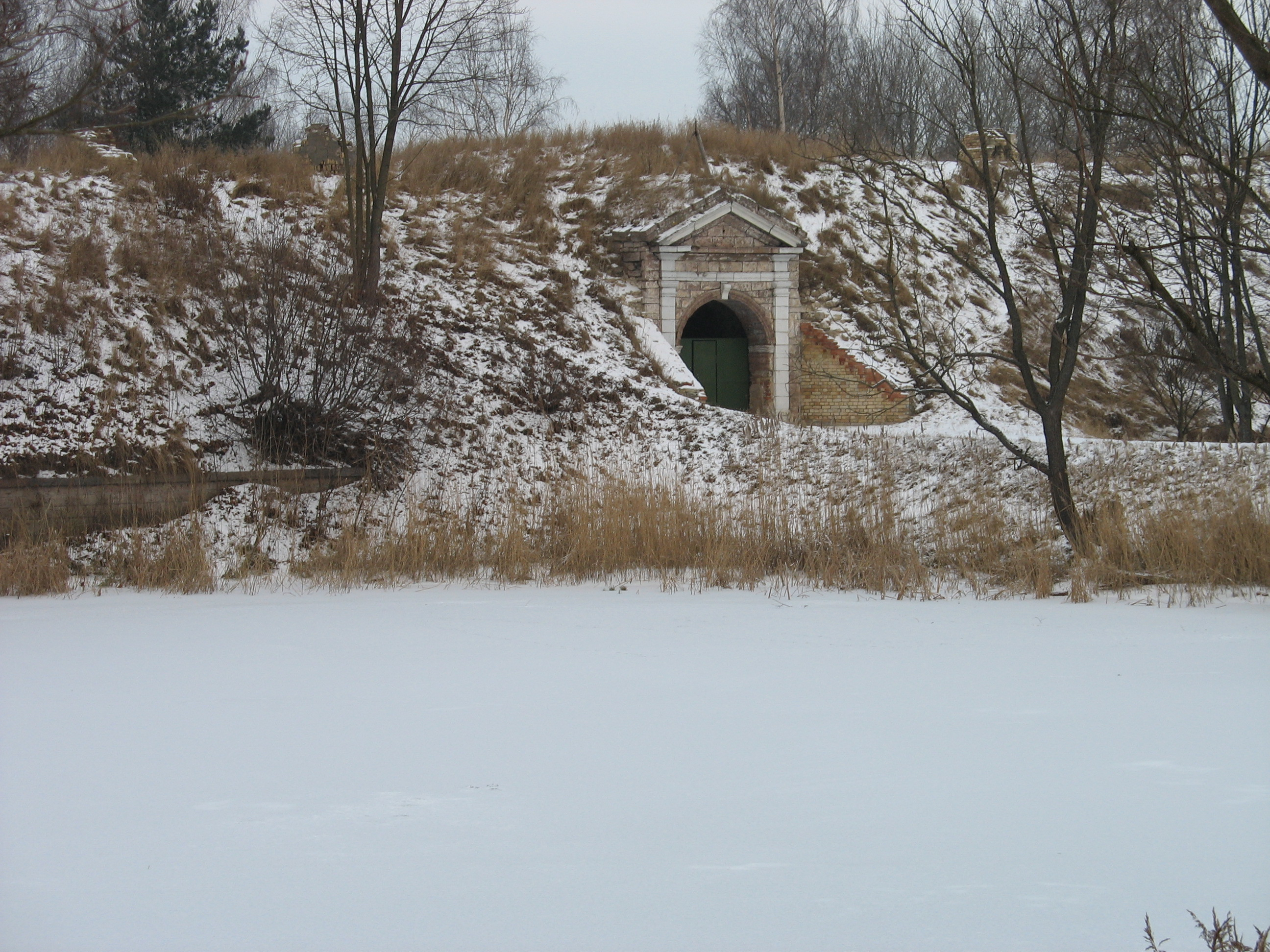
Fort Daugavgrīva

Daugavgrīva (Duits: Dünamünde; Pools: Dynemunt; Russisch: Усть-Двинск, Oest-Dvinsk) is een wijk in het noordwesten van Riga, Letland op de linkeroever van de Daugava. In deze wijk bevindt zich een door de Zweden gebouwd fort welke de monding van de Daugava beheerst.

## Geschiedenis

### Klooster Dünamünde
De abdij Dünamünde werd in 1205 opgericht door Albert van Buxhoeveden, bisschop van Riga en bevolkt door monniken van de Abdij van Pforta. De eerste abt, Theoderik van Treyden, was al actief in de Lijflandse missie. De tweede abt was Bernhard II van Lippe in de jaren 1210. Dit klooster bevond zich echter niet op de locatie van het huidige Daugavgrīva, maar bij wat nu de Vecdaugava (Oude Daugava) op de rechteroever is.
Tijdens een opstand van de Koeren en Semgallen in 1228 werden de monniken gedood en het klooster verwoest. Het werd echter al snel herbouwd. In 1263 werd de houten kerk door een brand verwoest. In 1305 werd de abdij verkocht aan de Lijflandse Orde, die er een commanderij vestigde en de locatie tot een kasteel verbouwde: Schloss Dünamünde. De monniken verhuisden naar het klooster Padise in Deens Estland.

### Kasteel Dünamünde

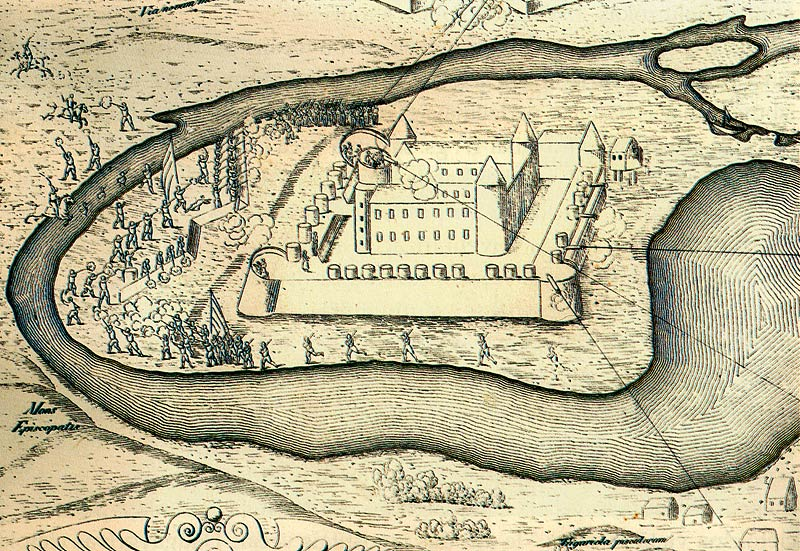
Kasteel Dünamünde in 1601

In 1329 werd het kasteel ingenomen door de burgers van Riga. In 1435 moesten zij het weer teruggeven. Om de handel van Riga te ruïneren sloten de ridders in 1481 de scheepvaart op de Daugava af met een ijzeren ketting van Dünamünde naar de andere oever. Als vergelding namen de burgers van Riga Dünamünde weer in en vernietigden het kasteel. De ridders keerden acht jaar later terug om het weer op te bouwen.
Tijdens de Lijflandse Oorlog werd Dünamünde in 1561 deel van het Grootvorstendom Litouwen en daarna van het Pools-Litouwse Gemenebest.

### Neumünde
In de tweede helft van de 16e eeuw vormde de Daugava een nieuwe bedding met een nieuwe monding ongeveer vijf kilometer naar het westen. De Polen bouwden daarop een klein fort bij de nieuwe riviermonding, op de huidige locatie van Daugavgrīva.
Op 1 augustus 1608 werd het fort ingenomen door de Zweden onder graaf Joachim Friedrich von Mansfeld. Het fort en het kasteel werden verwoest. 

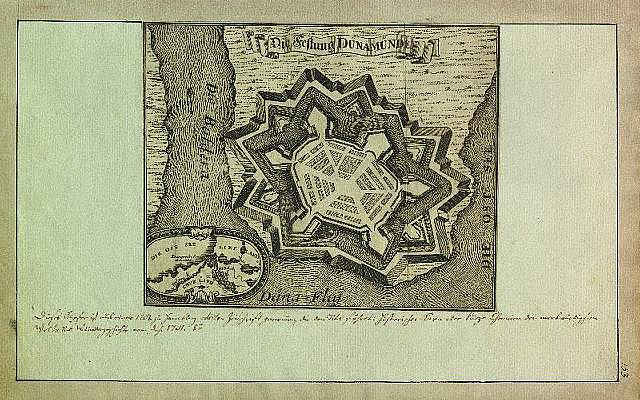
Het Zweedse fort omstreeks 1700

Door de Zweden werd in 1680 een nieuw fort gebouwd, Neumünde ('nieuwe mond') genaamd. Het Zweedse fort, door generaal Rothenburg in 1641 in Hollandse stijl ontworpen, verving het aan de overkant gelegen verwoeste kasteel. Het kasteel werd afgebroken en de stenen gebruikt voor het nieuwe fort.
Na de Grote Noordse Oorlog (1700-1721) kwam het gebied onder Rusland en werd het fort gereconstrueerd. In 1893 werd het hernoemd tot Oest-Dvinsk. Voor het begin van de Eerste Wereldoorlog werden de fortificaties opnieuw volledig gereconstrueerd. Duitse troepen namen het fort in 1917 in.
Na de oprichting van de Republiek Letland (1918-1940) werd het fort grotendeels ontmanteld.
Tijdens de Koude Oorlog waren er in het fort Sovjettroepen gestationeerd.